# François Charles Absolut de La Gastine
Pour les articles homonymes, voir gastine.
François Charles Absolut de la Gastine, né le 16 janvier 1751 à Ham, mort le 26 février 1814 à La Villeneuve-en-Chevrie, est un militaire français de la Révolution et de l’Empire.

## Biographie
Il entre le 1er janvier 1767 à l'École du génie de Mézières, et y est nommé lieutenant en second le 1er janvier 1770, après trois années d'études préliminaires.
Reçu ingénieur le 14 janvier 1772, il sert en cette qualité dans plusieurs places du royaume jusqu'au 5 décembre 1782, époque à laquelle il est promu au grade de capitaine, et reçoit le 28 janvier 1791, la croix de chevalier de Saint-Louis.
Employé en 1792 au camp sous Paris[Quoi ?], il est envoyé à l'armée de la Moselle et prend part à tous les combats livrés pendant cette campagne aux environs de Trèves. Passé successivement aux armées de Sambre-et-Meuse, de Mayence, d'Angleterre, du Danube et d'Helvétie, de 1793 à l'an VII, il se fait remarquer à la bataille de Fleurus, au siège de Maëstricht, à l'attaque d'Ehrenbreitstein et à la bataille d'Ockstrass, où il a un cheval tué sous lui.
Nommé chef de bataillon provisoire le 15 fructidor an II), il est confirmé dans ce grade par arrêté du comité de salut public du 1er vendémiaire an III. Un second arrêté du 18 brumaire suivant l'élève au grade de chef de brigade.
Le 7 germinal an VIII, le premier Consul le désigne pour remplir les fonctions de directeur des fortifications à Brest. Compris sur la liste des légionnaires du 19 frimaire an XII, il est nommé officier de cet ordre le 25 prairial an VIII puis nommé électeur du département de la Somme. Il est envoyé en l'an XII et en l'an XIII aux camps de Bayonne et de Brest.
Appelé au 7e corps de la Grande Armée, il y fait la campagne d'Autriche en l'an XIV, celles de Prusse (1806) et de Pologne (1807), et se signale surtout à l'affaire de Bregenz et à la bataille d'Iéna.
L'Empereur, qui lui a confié le 3 novembre 1806, la direction des fortifications de Custrin, le nomme commandant de la Légion d'honneur le 8 mars 1807, pour le récompenser des services importants qu'il avait rendus dans cette place.
Le 9 octobre suivant, il se rend à Berlin, où il est employé à l'état-major du génie de la Garde sous les ordres du général Kirgener.
Le 19 mars 1808, Napoléon lui confère le titre de baron de l'Empire. Retraité le 16 janvier 1812, il meurt le 26 février 1814.

## Dotation
Le 17 mars 1808, il est donataire d’une rente de 4 000 francs sur les biens réservés en Westphalie.

## Armoiries
| Figure | Blasonnement |
|        | Armes de la famille Absolu alias Absolut de la Gastine (Île-de-France) De gueules, à une croix de Malte d'or, accompagnée de deux molettes d'argent en chef, et d'un croissant du même en pointe. De gueules, à une croix de Malte d'or, posée en cœur, accompagnée en chef de deux molettes d'argent, et en pointe d'un croissant de même[réf. incomplète]. |
|        | Armes du baron Absolut de La Gastine et de l'Empire Coupé : au I, d’or chargé à dextre d’un canton d’azur à une tour d’or, ouverte et maçonnées de sable, et à senestre au franc-quartier des Barons militaires de l'Empire ; au II, de gueules à une croix pattée d’or accompagnée en chef de deux molettes d’argent et en pointe d’un croissant de même.   |

## Pour approfondir